# Pygopleurus besucheti
Pygopleurus besucheti är en skalbaggsart som beskrevs av Baraud 1989. Pygopleurus besucheti ingår i släktet Pygopleurus och familjen Glaphyridae. Inga underarter finns listade i Catalogue of Life.